# 小行星8412
小行星8412（英語：8412）是一颗围绕太阳公转的小行星。1996年10月7日，北京天文台施密特CCD小行星计划在兴隆县发现了此天体。
这颗小行星的绝对星等为334.626444472362等。